# Aウィング

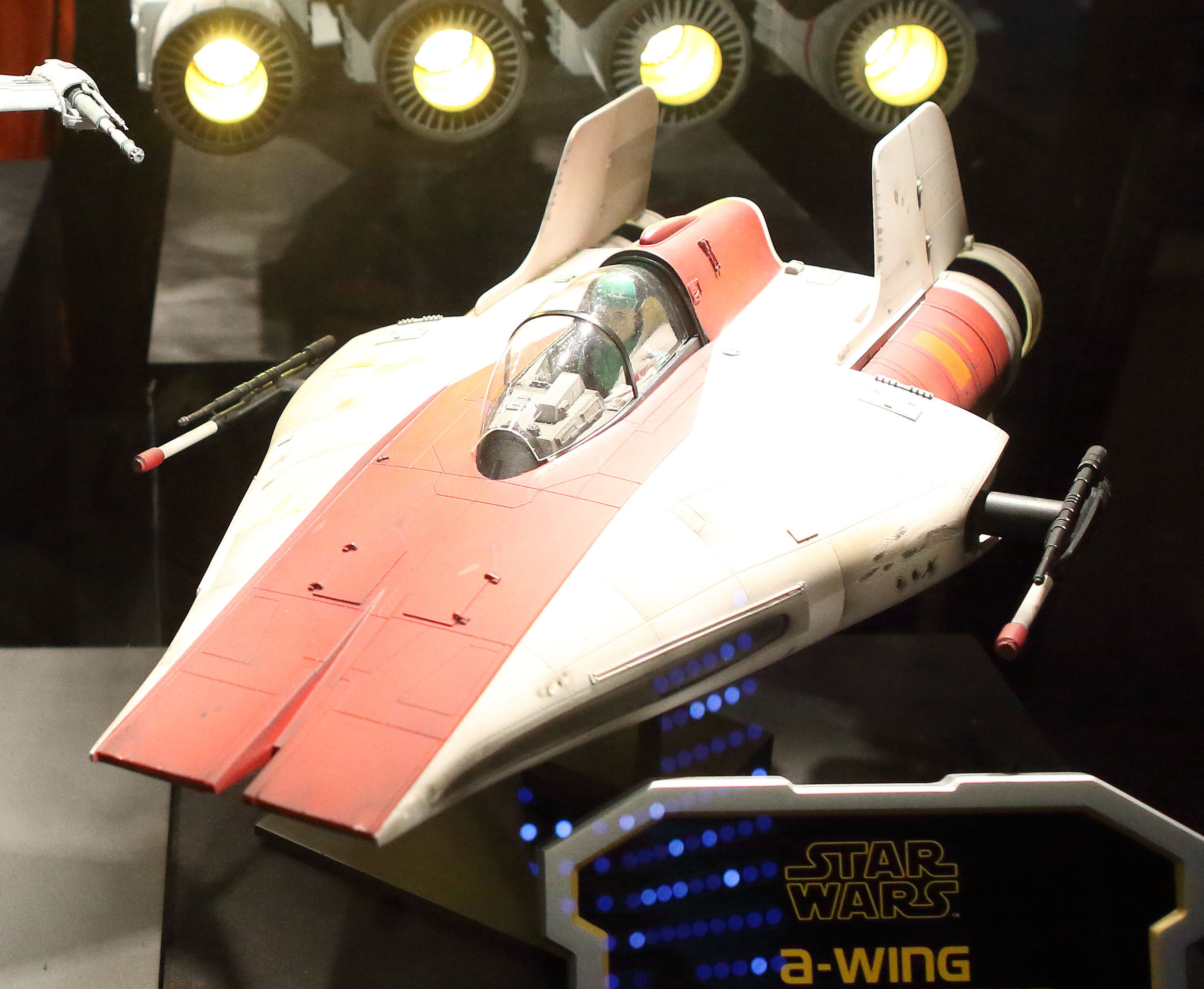
ウォルト・ディズニー・ワールド・リゾートにあるA-Wingの展示模型

Aウィング（A-Wing）は、アメリカ映画『スター・ウォーズシリーズ』に登場する架空の戦闘機。反乱同盟軍により運用される。

## 諸元
- 全長:9.6メートル
- 全幅:4.6メートル
- 全高:2.0メートル
- 速度:5,100G、120MGLT、12SU/STP、クラス1ハイパードライブ、時速1,300キロメートル（大気中）
- 操縦要員:1名

## 概要

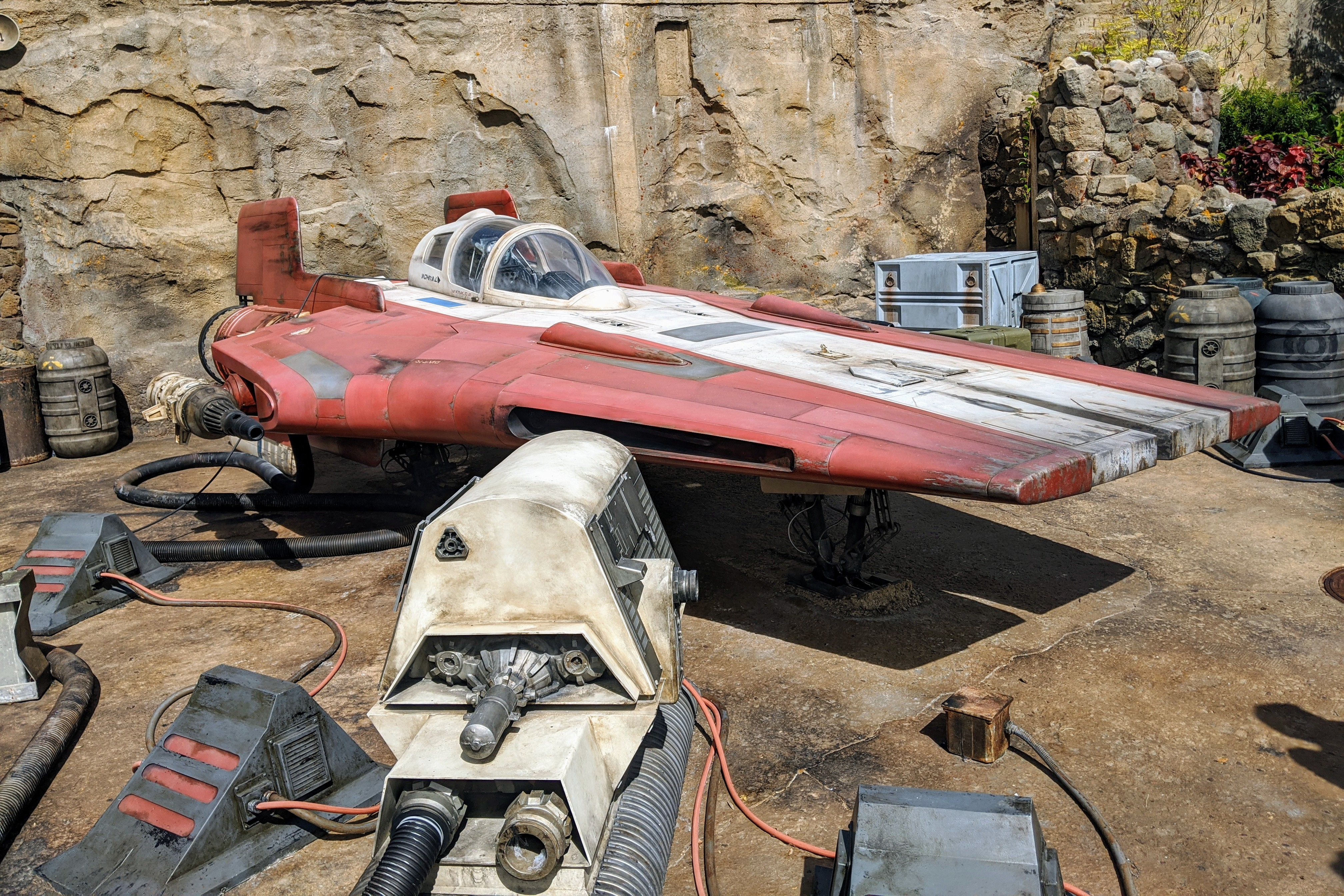
ウォルト・ディズニー・ワールド・リゾートにあるA-Wingの舞台セット

『エピソードⅣ』に於けるヤヴィンの戦いで、反乱同盟軍は歴史的な大戦果と引き換えに、優秀な歴戦のパイロットたちと貴重な戦闘機を多数喪失したことから、ヤヴィン基地の司令官であるジャン・ドドンナ将軍は、より高速の小型戦闘機が同盟軍には必要と考えていた。彼は同盟軍の設計技師ワレックス・ブリセックスと共に同盟軍の新型戦闘機の独自開発に着手するが、同盟軍には余りにも少ない開発費用とありあわせの技術しかなかった。それでも2人の多大なる努力によって、帝国軍によるヤヴィンⅣの封鎖が開始される前に、数機のプロトタイプが無事完成された。
Aウィングは当初の開発目標の通り、小型軽量の高速戦闘機として誕生した。楔形のスタイルを持つ機体全長は9.6メートルと非常に小さく、これは同盟軍に正式採用されている戦闘機の中では最も小さな戦闘機である。固定武装として、標準的なボーステル社製RG9レーザー・キャノン2門とダイメック社製の震盪ミサイル発射管を搭載している。Xウィングなどよりかなり軽武装と言えるが、ボーステル社製のRG9キャノンはハイドロ・サーボによって上下に最大60度、砲身を傾けることができるため、非常に広い射角を誇っていた（一部の改良型では360度の回転が可能であるという）。エンジンにはその小さな機体に似合わぬ大型のノヴァルデックス社製J-77イベントホライゾン・エンジンを2基搭載し、帝国軍の当時の最新鋭戦闘機、TIEインターセプターをも凌ぐ機動性と速度を叩き出すことに成功し、同盟軍の十八番である一撃離脱戦法、ヒット＆アウェイに最適な機体となった。
最新鋭機であるAウィングだが、防御においてはあくまでも相手の攻撃に耐えるのではなく、避けることを前提として設計されていたため、強力な防御力を誇るYウイングやXウィングと比べるとシールド出力・装甲強度などの点でかなり劣っていた。劇中でもひとたび被弾すると非常に脆い様子が描写されている。
小型軽量の機体に大出力エンジンを2基搭載し、武装や装甲は必要最低限に抑えて速度と運動性を極限まで追求したAウィングであるが、操縦には高度な技術が要求とされるため、機体の能力を活かしきれるパイロットは数少ない。また、「母艦となる大型艦艇が少ないため全ての機体を格納できない」という同盟軍の事情もあり、ハイパードライブエンジンが搭載されている。これを利用して同盟軍が得意とする「単独で敵空域にジャンプし、奇襲攻撃後は離脱する」戦法が可能であるが、機体の多機能ぶりは高コスト化につながり、またしても同盟軍は戦闘機の調達に苦慮することとなる。ある程度の損傷を受けても機体を修理して使い続けたため、同盟軍機体の多分に漏れず、最新鋭機にもかかわらず継ぎはぎだらけの薄汚れた機体が多い。
もう一つのAウィングの特徴は、通信妨害装置を装備していることである。これはブリセックスの提唱によるもので、Aウィングの主任務である一撃離脱戦法を、妨害装置によって敵艦船のレーダーを麻痺させることにより、敵に察知されない奇襲攻撃をとることで、確実性と生存率を高めようというものである。常に十分な数の機体とパイロットを確保できない同盟軍において、この点は非常に重要であった。一方で困窮する同盟軍は、敵の戦闘機や攻撃艇から味方の輸送艦艇や商船を護衛することも重視しており、Aウィングの開発コンセプトにはインターセプト（迎撃）任務も含まれていた。
ただし、「強力なセンサー妨害装置によって敵の『目』を麻痺させつつ、味方の大型艦を守ることが主な役割だったが、スター・デストロイヤーなどの探知能力には対抗できず、エンドアの戦いではその機動性を活かした一撃離脱戦法に使用されるようになった」とする資料もある
。
正史のアニメ『反乱者たち』ではヤヴィンの戦い以前からこの機種が開発されていたという設定に変更されており、反乱同盟軍の前身となる反乱組織が使用している。

## 主な戦績
初の実戦参加は本来の一撃離脱任務ではなく迎撃戦闘である。反乱同盟軍の輸送船団は惑星ヤヴィン4から撤退し、秘密ルート「アイゾン・コリドー」を経由して惑星ホスに向かっていたが、帝国軍の待ち伏せを受ける。ローグ中隊は従来から使用していたXウイングで迎撃に向かったが、TIEファイターの波状攻撃に苦戦を強いられる。ここでルーク・スカイウォーカーやウェッジ・アンティリーズらが当時試作中だったAウイングを使用したのが本機の初陣である。この戦いでAウイングは敵機の撃退に活躍し、突発的な参加にもかかわらず見事に実戦デビューを飾り、機体コンセプトと設計の優秀さを証明する（『スター・ウォーズ ローグ スコードロン II』より）。
その後の作戦でも使用されていたAウィングだが、映画作品としては『エピソードⅥ』のみの登場となっている。劇中で描かれたエンドアの戦いでは新鋭機の名に恥じない活躍を見せ、Aウィングを中心とした戦闘機隊であるグリーン中隊が、帝国軍艦隊の旗艦スーパー・スター・デストロイヤー〈エグゼキューター〉艦橋上部のシールド・ジェネレーター2台のうち1台を震盪ミサイルによって破壊する（しかし特攻に近い攻撃のため、破壊を報告しながらその機体は爆発している）。その後2機のAウィングの集中射撃でもう1台のジェネレーターも破壊され、無防備となった〈エグゼキューター〉の艦橋にグリーン・リーダー、アーヴェル・クライニッドの乗るAウィングが機体のコントロールを失い激突した。この決死の攻撃により制御を失った〈エグゼキューター〉は巨大な第二デス・スターの重力に引かれて墜落し、ついに撃沈に成功する。ただし、この戦いでの損害も大きく、前述の特攻したグリーン・リーダーの他、相当数のAウィングが帝国艦隊およびその艦載機との戦闘で撃墜される。
パイロットスーツは緑。ヘルメットは『エピソードⅣ』『エピソードⅤ』のパイロット用ヘルメットとは異なるタイプである。